# Calzada Independencia

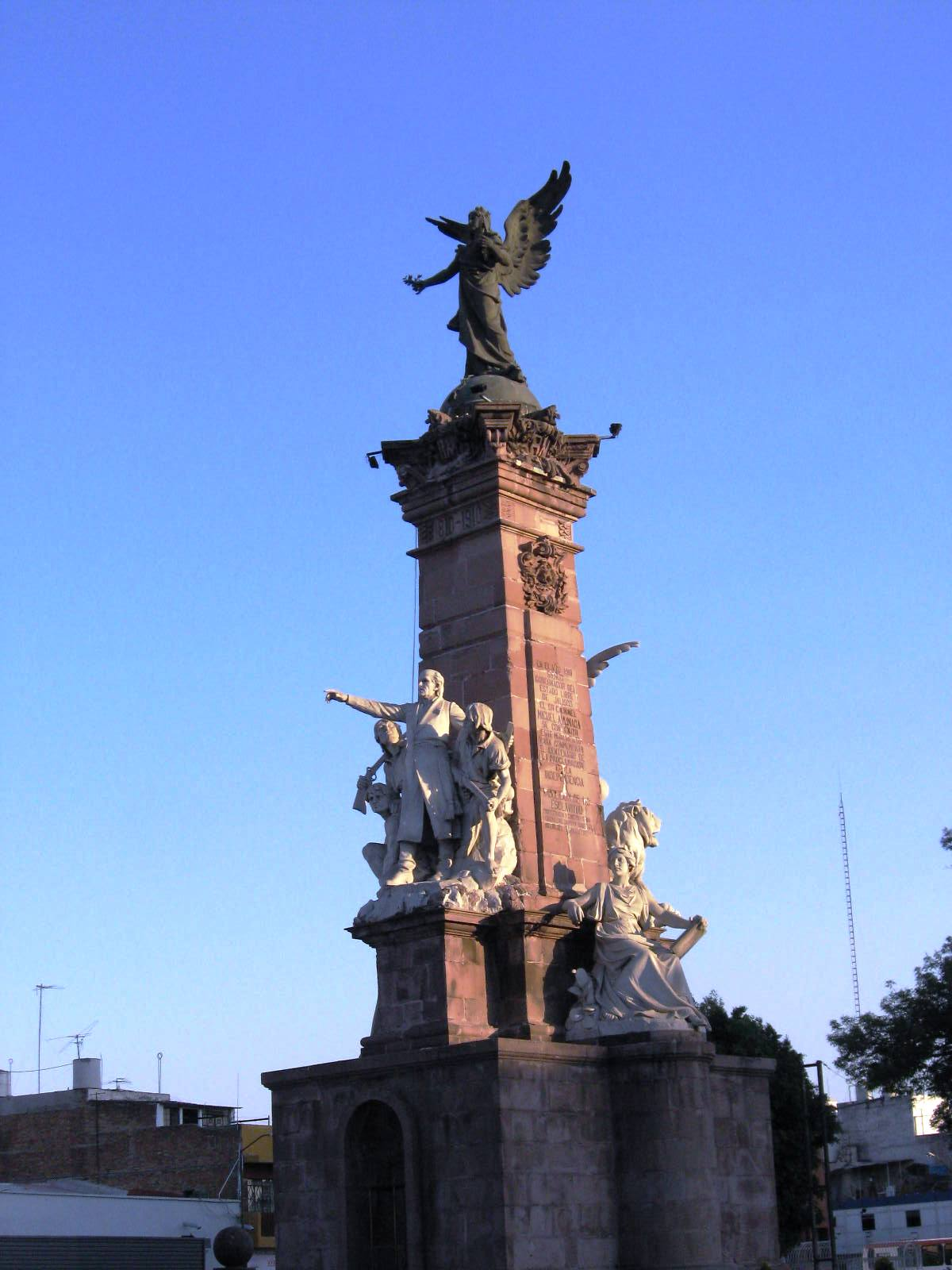
Monumento a la Independencia ubicado en Calzada Independencia Centro.

La Calzada Independencia es una de las principales avenidas de la ciudad de Guadalajara, Jalisco, México, comienza en la perpendicularidad de la Avenida Washington y termina en el Parque Mirador Independencia en la Barranca de Huentitán. A lo largo de esta arteria se encuentran diversos recintos, edificios históricos, así como patrimonios culturales y arquitectónicos que a lo largo del tiempo y gracias a esta avenida fueron naciendo y convirtiendo recíprocamente a esta avenida en una de las más transitadas e importantes de la ciudad.
La Calzada Independencia se localiza al nororiente de la Zona Metropolitana de Guadalajara y atraviesa esta zona siendo de igual forma una arteria auxiliar y alterna a la céntrica y transitada avenida 16 de Septiembre, la cual corre paralelamente a esta y se juntan y terminan en la actual Plaza Juárez.

## Historia
Durante la fundación de la ciudad de Guadalajara en al antiguo Valle de Atemajac la Calzada Independencia era un extenso río conocido como el Río San Juan de Dios que nacía en los manantiales del actual Parque Agua Azul y sus cauces naturales llegaban hasta la Barranca de Huentitán, para convertirse en afluente del Río Santiago, las mujeres en ese entonces acudían a lavar la ropa y fue de igual forma de gran ayuda para el entonces nuevo mercado San Juan de Dios.
En 1910 la ciudad ya contaba con más de 120 mil habitantes y estos se desplazaban por medio de tranvías eléctricos y cruzaban el río por medio de puentes ubicados en diferentes arterias estrategias a lo largo de este. El aniversario de Independencia de México estaba cercano y el entonces gobernador de la ciudad el coronel Miguel Ahumada propuso entubar el río San Juan de Dios y formalizar un paseo que honraría con su nombre al presidente Porfirio Díaz.
El río fue embovedado desde el puente Medrano hasta la terminación de la Alameda y recibió el nombre de "Calzada Porfirio Díaz", nombre que cambiaría después de la revolución Mexicana, no fue sino hasta la segunda década del siglo XX cuando el gobernador José Guadalupe Zuno concluyera la segunda etapa de esta avenida que incluyó su prolongación de norte a sur y la alineación de las banquetas así como el desmantelamiento de los puentes. En 1933 el regidor tapatío Cosme Sáinz terminó los últimos ajustes y arreglos a esta arteria.
El proyecto del general Ahumada que pretendía construir un paseo similar a los de Europa lució un impecable pavimento de concreto, banquetas y camellones con espacios para jardín, que invitaban al paseo de los pobladores tapatíos, se convirtió inmediatamente en un boulevard recreativo donde florecieron teatros, cines, restaurantes, boutiques y servía a la sociedad tapatía como paseo dominical y comercial.
La calzada colaboró para que el barrio San Juan de Dios viviera su esplendor alrededor del año 1964, era una avenida ancha que permitía el tráfico fluido de los escasos automotores en ese entonces que llegaban hasta los cines Metropolitan, Avenida, Juárez y sobre todo a la Alameda (actual parque Morelos).
Durante el paso del tiempo a lo largo de la calzada florecieron hoteles, negocios internacionales, las oficinas de la Organización Editorial Mexicana y cientos de conjuntos residenciales y alrededor de ellos desarrollos plusválicos. También nacen, en 1952, el Centro Universitario de Ciencias de la Salud de la Universidad de Guadalajara; en 1960, el Estadio Jalisco (construido por el ingeniero Felipe Arregui Zepeda), y en 1967 la Plaza de Toros Monumental de Jalisco (hoy  Nuevo Progreso) que reemplazaría a la antigua Plaza de toros ubicada en el barrio de San Juan de Dios, también a finales de 1980 nacen el Zoológico Guadalajara, el Parque Mirador Independencia y el Centro Universitario de Arte Arquitectura y Diseño así como centros comerciales y crece el número de empresas internacionales que contemplan a esta avenida como estratégica para sus bases en la ciudad.

## Renovación de la Calzada Independencia
En el año 2006, el gobierno estatal hizo pública su intención de llevar a cabo la renovación total de esta avenida, como parte del proyecto Guadalajara 2020, que impulsan diversos líderes tapatíos y que es auspiciada por los gobiernos estatal y federal. Las labores comenzaron en marzo del 2008, y la primera etapa consistió en la sustitución de la carpeta asfáltica por concreto hidráulico, así como la instalación del nuevo sistema de autobús de tránsito rápido, Mi Macro Calzada (inaugurado como Macrobús)., mismo que ha sido objeto de polémica entre la ciudadanía, debido a que se discute su verdadera utilidad por sobre sistemas más ecológicos y eficientes como el tren ligero. 
Otro objetivo de la renovación es la instalación de una villa que sería utilizada en los Juegos Panamericanos de 2011, que finalmente se construyeron muy alejadas de esta arteria, cercanas al nuevo estadio Omnilife.

## Arranca restauración del Monumento a la Independencia
El 22 de septiembre del 2010 se inició la restauración del Monumento a la Independencia en la Calzada Independencia y el corredor de la Línea 1 del sistema de autobús de tránsito rápido, Mi Macro Calzada.
Con exactitud serán 120 días (enero del 2011) de trabajos de restauración en el monumento que conmemoró el Centenario de la Independencia nacional en la ciudad.
El monumento, ubicado en la Calzada Independencia y Medrano, tuvo los reflectores como hacía tiempo no ocurría. El motivo fue el inicio de la rehabilitación de la obra del arquitecto Eulalio González del Campo, del ingeniero Alberto Robles Gil y del escultor Vicente Gusmeri Capra. 
El banderazo de arranque de los trabajos, Aristóteles Sandoval comentó que se trata de un monumento que hace 100 años México le entregó a Guadalajara “para la construcción de una historia del país”. Además, explicó que la intervención era urgente debido al daño que presentan algunas partes de la pieza, en especial las esculturas que realizó el italiano Gusmeri Capra en mármol blanco.
Para el objetivo de regresarle el esplendor a la pieza se invertirán aproximadamente tres millones de pesos. Se trata de una obra que festejó el Centenario de la Independencia y que en el Bicentenario vuelve a estar en el centro de la atención.
Se trata de un momento hecho a encargo por el entonces presidente de México, Porfirio Díaz.